# لويزة فونكي
لويزة فونكي (الاسم العلمي: Aloysia foncki) هو نوع نباتي يتبع جنس اللويزة من فصيلة اللويزية.